# 이알로미차주

주 문장

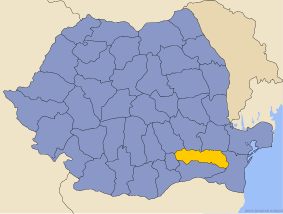
이알로미차 주의 위치

이알로미차주(루마니아어: Judeţul Ialomița)는 루마니아 남동부 문테니아 지방에 위치한 주로, 주도는 슬로보지아이며 면적은 4,453km2, 인구는 296,572명(2002년 기준), 인구 밀도는 67명/km2, ISO 3166-2 코드는 RO-IL이다. 동쪽으로는 콘스탄차 주, 서쪽으로는 일포브 주, 북쪽으로는 브러일라 주와 부저우 주, 프라호바 주, 남쪽으로는 컬러라시 주와 접하며 3개 시와 4개 마을, 59개 지방 자치체를 관할한다.
주 전체 인구 가운데 95.6%는 루마니아인이며 4.1%는 로마인이다. 동쪽에 있는 다뉴브강은 주의 경계를 이루고 있고 이알로미차 강은 주의 서쪽에서 동쪽까지를 흐른다.
주의 주요 산업은 농업이며 공업(식품 제조업과 직물 산업, 기계 부품 제조업이 주를 이룸)은 슬로보지아에 집중되어 있다.